# Фернандеш, Ванесса
Ванесса де Соуза Фернандеш (порт. Vanessa de Sousa Fernandes; род. 14 сентября 1985, Перозинью, Порту) — португальская триатлонистка, чемпионка мира и серебряный призер Олимпийских игр.

## Биография
Ванесса Фернандеш родилась 14 сентября 1985 года в Перозинью. Она является дочерью велосипедиста Венчеслава Фернандеша, победителя Тура Португалии 1984 года. Заниматься спортом и добиваться успехов её вдохновляла олимпийская чемпионка 1996 года в беге на 10000 метров Фернанда Рибейру. Ванесса начинала выступать за свой родной клуб, после чего перешла в «Белененсеш», после чего выиграла юниорский чемпионат мира.
В 2004 году она выступила на первой для себя Олимпиаде в Афинах, где заняла восьмое место.
В 2007 году она стала чемпионкой мира по триатлону и в пятый раз стала чемпионкой Европы. С 2004 по 2008 годы она выиграла двадцать этапов Кубка мира (в Мадриде в 2003, в Мадриде, Рио-де-Жанейро в 2004, в Масатлане, Мадриде, Пекине, Нью-Плимуте в 2005, в Акаба, Масатлане, Мадриде, Пекине, Корнер-Бруке, Гамбурге в 2006, в Исигаки, Лиссабоне, Пекине, Салфорде, Родосе и Мадриде в 2007, а также в Мадриде в 2008), по этому показателю она вышла на первое место, опередив австралийку Эмму Карни.
В 2008 году на Олимпийских играх в Пекине она финишировала второй, став первым спортсменом Португалии, завоевавшим медаль в триатлоне.
Ванесса не сумела отобраться на Олимпийские игры в Лондоне в 2012 году.